# بينيات إتشيباريا
بينيات إتشيباريا أوركياغا (بالإسبانية: Beñat Etxebarria)‏ لاعب كرة قدم إسباني ولد يوم 17 فبراير 1987 في مدينة إيغوري بإقليم الباسك. يلعب حاليًا في موقع وسط ميدان في فريق أتلتيك بيلباو.

## روابط خارجية
- بينيات إتشيباريا على موقع الاتحاد الدولي (مؤرشف)  (الإنجليزية)
- بينيات إتشيباريا على موقع الاتحاد الأوربي (الإنجليزية)
- بينيات إتشيباريا على موقع قاعدة بيانات كرة القدم.إي يو (الإنجليزية)
- بينيات إتشيباريا على موقع ليكيب (الفرنسية)
- بينيات إتشيباريا على موقع ناشيونال فوتبول تيمز (الإنجليزية)
- بينيات إتشيباريا على موقع Soccerbase.com (لاعب) (الإنجليزية)
- بينيات إتشيباريا على موقع Soccerway.com (الإنجليزية)
- بينيات إتشيباريا على موقع عالم كرة القدم.نت (الإنجليزية)
- بينيات إتشيباريا على موقع AS.com (الإسبانية)